# قصة قصر يانشي
قصة قصر يانشي هو مسلسل دراما صيني من تأليف يو زهنغ وبطولة وو جينيان، شارمين شيه.عرض المسلسل على منصة آي جيي في الفترة من 19 يوليو 2018 حتى 26 أغسطس 2018.

## روابط خارجية
قصة قصر يانشي على موقع IMDb (الإنجليزية)
- قصة قصر يانشي على موقع نتفليكس (الإنجليزية)
- قصة قصر يانشي على موقع فيلمافينيتي (الإسبانية)
- قصة قصر يانشي على موقع كينوبويسك (الروسية)
- قصة قصر يانشي على موقع ألو سيني (الفرنسية)
- قصة قصر يانشي على موقع قاعدة بيانات الفيلم (الإنجليزية)